# فلورنسا وليامز
فلورنسا وليامز (بالإنجليزية: Florence Williams)‏ هي مؤلفة وصحفية أمريكية، ولدت في 1967.